# Peter Have
Peter Have (født 25. september 1963 i København) er en dansk sommelier, tjener og politiker, der er medlem af Folketinget, valgt for Moderaterne i Østjyllands Storkreds ved folketingsvalget i 2022, hvor han fik 952 personlige stemmer.. Han er sit partis forsvars- og transportordfører, og 2022-2023 var han desuden ordfører for landdristriker og øer.
Han er udlært tjener fra Teknisk Skole i Aalborg (1989) og sommelier fra Skandinavian Wine Academy i Silkeborg (2019). Har desuden været selvstændig erhvervsdrivende fra 2001-2022.